# Istoria mentalităților
Cele mai recente perspective din domeniul discursului istoric (la nouvelle histoire - istoria nouă) se referă la promovarea unei imagini novatoare și globale asupra trecutului, având în vedere modul (sau mai degrabă modurile), manierele în care oamenii societăților trecute văd, percep și își imaginează cosmosul, lumea care-i înconjoară, cum se văd pe ei înșiși, cum îi văd pe ceilalți, precum și sistemele de valori în funcție de care își modelează atitudini, comportamente, reacții unii față de ceilalți și față de provocările mediului natural, social sau politic. Într-un cuvânt, paradigma mentală specifică unui anumit timp istoric. Istoria mentalităților a inaugurat o perspectivă dinamică asupra trecutului, încercând să evite capcanele unui determinism rigid, care merge direct de la cauză la efect. Spiritul pluridisciplinar prin care se caracterizează noua viziune istorică (psihologie socială, geografie umană, demografie istorică, lexicologie, semantică, etc.) este unul dintre principalele atribute ale noului tip de discurs.
În centrul investigației este așezat nu un om abstract și universal, ci o ființă concretă din punct de vedere istoric, așezat în mijlocul lumii sale și nu rupt de aceasta. Atenția aste așadar acordată oamenilor cu toate trăirile, emoțiile, pasiunile, crizele și reveriile lor, uneori raționali, dar cel mai adesea instinctivi, și nu indivizilor care se reduc la o simplă proiecție socială a unei imagini mascate, fie voit, fie accidental. 

## Etimologie
Istoria mentalităților vine de la adjectivul mental care se referă la spirit; dar epitetul latin mentalis, ignorat de latina clasică, aparține vocabularului scolasticii medievale și cele cinci secole care despart apariția cuvântului mental (în franceză în mijlocul secolului XIV) de a cuvântului mentalitate (mijlocul secolului XIX) indică faptul că substantivul răspunde și altor nevoi și aparține unei alte conjuncturi decât adjectivul. 
Pentru limba engleză, geneza substantivului mentalitate (mentality) apre în secolul XVII, de asemenea din forma adjectivală mental (în engleză mental). Mentalitatea este fiica psihologiei engleze din secolul XVII. Ea desemnează coloratura colectivă a psihismului, modul particular de a gândi și a simți al unui popor, a unui anumit grup de persoane, într-un cuvânt, ceea ce în limba germană desemnăm prin termenul Weltanschauung.

## Metode și concepte operaționale
A face istoria mentalităților înseamnă, mai întâi de toate, a face un anumit tip de lectură oricărui gen de document. Orice sursă este bună pentru istoricul mentalităților. Această lectură se va concentra mai ales asupra părților tradiționale ale textelor: formule și preambuluri care dau glas motivațiilor (adevărate sau false) care formează scheletul mentalităților.
Dar mai întâi un inventar al surselor: * documentele care vădesc sentimentele și comportamentele paroxistice sau marginale care, datorită distanțării, aduc în lumină mentalitatea comună;* documentele literare și artistice, documente ale imaginarului și ale reprezentărilor colective;* este important a nu se separa istoria mentalităților de studiul locului și al mijloacelor de producere, adică vocabularul, sintaxa, locurile comune, concepțiile asupra spațiului și timpului, cadrele logice, ceea ce Lucien Febvre numea utilaj mental.
Istoria mentalităților și-a asumat ca obiectiv reconstituirea comportamentelor, a expresiilor și a tăcerilor care traduc concepțiile asupra lumii, sensibilitățile colective, reprezentări și imagini, mituri și valori recunoscute sau doar subînțelese de către grupuri sau de către întreaga societate, care constituie conținutul psihologiilor colective, acestea furnizând elementele fundamentale ale acestei cercetări.

## Aportul psihologiei
"Faptele istorice sunt prin excelență fapte psihologice" (Marc Bloch în Apologie pour l`histoire ou metier d`historien). Istoria, fie ea diplomatică sau realistă, conceptuală sau evenimențială, genealogie sau cronică, se prezintă întotdeauna și sub forma unei analize mai mult sau mai puțin subtile a stărilor de spirit ale indivizilor, grupurilor sau chiar întregii societăți.
Istoricul, pentru a înțelege și a face să se înțeleagă conduita personajelor sale, le atribuie acestora anumite dorințe, conduite, atitudini. Aici apare și unul dintre principalele riscuri ale istoriei mentalităților - transferarea propriilor idei și concepții asupra timpului și eroilor supuse studiului, sau anacronismul psihologic.
Istoricilor, psihologia socială le poate oferi în primul rând tehnici noi de observare și mijloace mai exacte de a verifica și interpreta sursele.

## Reprezentanții istoriei mentalităților
- Lucien Febvre
- Marc Bloch
- Johan Huizinga
- Fernand Braudel
- Emmanuel Le Roy Ladurie
- Jacques Le Goff
- Georges Duby
- Philippe Aries